# Upsilon3 Eridani
Título a ser usado para criar uma ligação interna é Upsilon3 Eridani.
Upsilon3 Eridani (43 Eridani) é uma estrela na direção da constelação de Eridanus. Possui uma ascensão reta de 04h 24m 02.17s e uma declinação de −34° 01′ 01.2″. Sua magnitude aparente é igual a 3.97. Considerando sua distância de 273 anos-luz em relação à Terra, sua magnitude absoluta é igual a −0.64. Pertence à classe espectral K4III.